# Great Wall SoCool
Il Great Wall SoCool è un pick-up prodotto dal 2007 dalla casa costruttrice cinese Great Wall Motors.

## Il contesto
Derivato dal Great Wall Safe utilizza la base meccanica della prima serie del Toyota 4runner con avantreno a ruote indipendenti con schema MacPherson mentre al posteriore uno schema a ponte rigido con balestre. La trazione è integrale tramite un differenziale centrale ma viene commercializzata anche la versione a trazione posteriore.
Non importato in Italia viene commercializzato solo in alcuni paesi dell'Asia e in Australia. Come motore adotta il 2.237 cm³ a benzina con 16 valvole per una potenza di 106 cavalli (motorizzazione di origine Mitsubishi) disponibili anche con alimentazione GPL. In Cina è disponibile anche un motore diesel 2.8 aspirato con circa 77 cavalli di potenza massima. Il cambio è un manuale a 5 rapporti più 5 ridotte.

## Motorizzazioni
| Modello   | Disponibilità | Motore                       | Cilindrata | Potenza                        | Coppia massima          | Velocità max (Km/h) | Consumo medio (Km/l) |
| --------- | ------------- | ---------------------------- | ---------- | ------------------------------ | ----------------------- | ------------------- | -------------------- |
| 2.2 16V   | dal debutto   | 4 cilindri in linea, Benzina | 2.237 cm³  | 78 kW (106 CV) @4.600 giri/min | 190 N·m @2.400 giri/min | 130                 | 9,2                  |
| 2.8 Di 8V | dal debutto   | 4 cilindri in linea, Diesel  | 2.771 cm³  | 57 kW (78 CV) @4.600 giri/min  | 221 N·m @2.900 giri/min | 120                 | 11,1                 |